# I'm Not Ashamed
I'm Not Ashamed (Hablando con Él en Hispanoamérica) es una película de drama de 2016 basada en los diarios de Rachel Scott, la primera víctima de la Masacre de la Escuela Secundaria de Columbine de 1999 en Columbine, Colorado, Estados Unidos. Scott es la principal protagonista, y la historia de los jóvenes que cometieron el tiroteo, Eric Harris y Dylan Klebold, está entrelazada con la de Scott.

## Argumento
En Littleton, Colorado, una joven Rachel Joy Scott es testigo de cómo su padre deja a su familia en medio de la noche. Su madre entonces lucha económicamente y anima a sus hijos a orar por ayuda económica. Rachel comienza a volverse más espiritual al abrazar su fe cristiana.
Para 1998, Rachel es estudiante de segundo año en Columbine High School; ella se vuelve rebelde y comienza a escabullirse para pasar el rato con sus amigas Madison, Gabby y Celine. Durante el verano, la madre de Rachel la envía con sus primos en Luisiana, donde crece su espiritualidad. Al año siguiente, el primer día de clases, Rachel es testigo de cómo los deportistas se metían con Eric Harris y Dylan Klebold. Eric luego amenaza con matarlos.
Más tarde ese año, Rachel comienza a involucrarse con el director del club de teatro, Alex Dickerson, y durante un ensayo, los dos se besan. Más tarde, en una reunión, Rachel conoce a Nathan Ballard, un joven sin hogar cuya madre es una adicta a la heroína. Con la ayuda de Rachel, Nathan puede ser alojado en la casa de otro niño. Nathan está agradecido.
Un día, el padrastro de Rachel, Larry, encuentra una botella de cerveza de una fiesta en el coche, y Rachel pierde su derecho a utilizarlo, volviéndose rebelde de nuevo. En la primera representación de la obra de la escuela, Nathan llega y comienza a pelear con Alex, avergonzando a Rachel. En una fiesta esa noche, Rachel descubre que Alex la engaña con Madison. Rachel luego comienza a ser intimidada con más frecuencia por otros e incluso considera el suicidio en un momento. Sin embargo, con el aliento de Nathan, Rachel vuelve a su fe e inspira a otros estudiantes cristianos a no perder la esperanza, a pesar de haber sido intimidada. Mientras tanto, Dylan y Eric planean vengarse de la escuela.
Un día, Rachel intenta ayudar a Celine con sus problemas familiares, pero es rechazada. En el baile de graduación, se reconcilia con Rachel y le revela que tiene problemas con su madre. No mucho después, Alex intenta reconciliarse con Rachel, pero ella rechaza sus disculpas.
El 20 de abril de 1999, Rachel se reconcilia con Madison y las dos hacen planes para pasar el rato al día siguiente. En el almuerzo, Rachel tiene una emotiva conversación con un compañero de estudios, Dave Rogers, sobre problemas familiares. Rachel lo calma diciéndole que todo sucede por una razón. En ese momento, Eric y Dylan salen del estacionamiento y comienzan a disparar contra Rachel y Richard. Richard queda inconsciente, mientras Rachel lucha por escapar. Eric y Dylan la acorralan, y Eric le pregunta si todavía cree en Dios, y cuando Rachel le dice que sí, él le dispara. Luego, los asaltantes asaltaron la escuela, matando a otros 11 estudiantes y un maestro. Eric y Dylan se quitan la vida cuando la policía y las fuerzas de rescate de rehenes asaltan el edificio. Posteriormente, el presidente de los EE. UU. Bill Clinton (a través de imágenes de archivo) se dirige a la nación diciendo que las oraciones del pueblo estadounidense están con Littleton, pero también dice que los ciudadanos deben hacer más para llegar a nuestros niños, enseñarles a expresar su enojo y resolver sus conflictos con palabras, no con armas.
Paradójicamente, el 24 de marzo pasado, Estados Unidos, a la cabeza de la OTAN, había comenzado un bombardeo sobre Yugoslavia, para forzar la instalación de una fuerza de paz que pusiera término a la Guerra de Kosovo. Entre 1.200 y 5.700 civiles yugoslavos murieron en el ataque.
Todos los amigos de Rachel le rinden homenaje después del tiroteo. En el funeral de Rachel, Nathan hace un panegírico, afirmando que siempre la amó.
Algún tiempo después, la madre de Rachel encuentra una nota en un tocador de su casa, que Rachel había escrito años antes. La nota dice que algún día "tocará el corazón de millones de personas".

## Elenco
- Masey McLain como Rachel Joy Scott
- Nola Fulk como Joven Rachel
- Ben Davies como Nathan Ballard
- David Errigo Jr. como Eric Harris
- Cory Chapman como Dylan Klebold
- Justin Cone como Sean
- Cameron McKendry como Alex
- Taylor Kalupa como Gabby
- Mark Daugherty como Kevin
- Jennifer O'Neill como Linda
- Derick Von Tagen como Craig Scott
- Isaac Lovoy como Mike Scott
- Sadie Robertson[6]
- Korie Robertson[6]
- Bella Robertson[6]
- Jaci Velasquez como la Sra. Diaz

## Controversia
Los productores de la película acusaron a YouTube de un sesgo anticristiano por bloquear el tráiler oficial de I'm Not Ashamed durante 11 meses de su sitio. Según se informa, el sitio de intercambio de videos había quitado repetidamente el tráiler de la película de su sitio sin ofrecer ninguna explicación válida.

## Recaudación
La película se estrenó en 505 salas selectas el 21 de octubre de 2016. El consumo bruto en su día de apertura fue de 330.000 dólares. En total, la película recaudó 2.100.000 dólares.

## Recepción
En la reseña del sitio web Rotten Tomatoes, la película tiene un promedio de aprobación del 29%, basada en 7 revisiones, con una calificación promedio de 4.2/10. En Metacritic, la película recibió una puntuación de 31 sobre 100, basada en 6 revisiones, lo que indica “revisiones generalmente desfavorables”.
The Guardian calificó a la película con 2 estrellas de 5, con la justificación de “usar la muerte sin sentido de una víctima de un tiroteo escolar para promover la deformada agenda política es, para usar un término de moda, deplorable.” The A.V. Club le dio un D+, afirmando su creencia de que la película es “sólo otro vehículo para una serie de escenas en las que los devotos se recuerdan unos a otros que Dios tiene todo bajo control” y que “las implicaciones políticas son muy desagradables.” Los Angeles Times le dio una calificación mixta, señalando que aunque hubo “... una refrescante falta de moralización aquí, y un énfasis bien recibido en aceptar a la gente por lo que son”, sentían que “las ironías forzadas de tener infames asesinos en masa adolescentes que interactúan con la heroína se siente poco más que explotador.”
La película recibió algunas críticas positivas. Plugged In Online, un sitio de revisión propiedad de Enfoque a la Familia, le dio una calificación positiva de la película, diciendo: “La historia de Rachel Joy Scott es un ejemplo emocionante de la diferencia que sólo un cristiano comprometido puede hacer en las vidas de la gente que la rodea.” Luke Y. Thompson, escribiendo como colaborador de la revista Forbes, opinó: “... con su mensaje favorable a la compasión y simpática ventaja, I'm Not Ashamed es una película basada en la fe digna de algún elogio.”